# Filmhaus

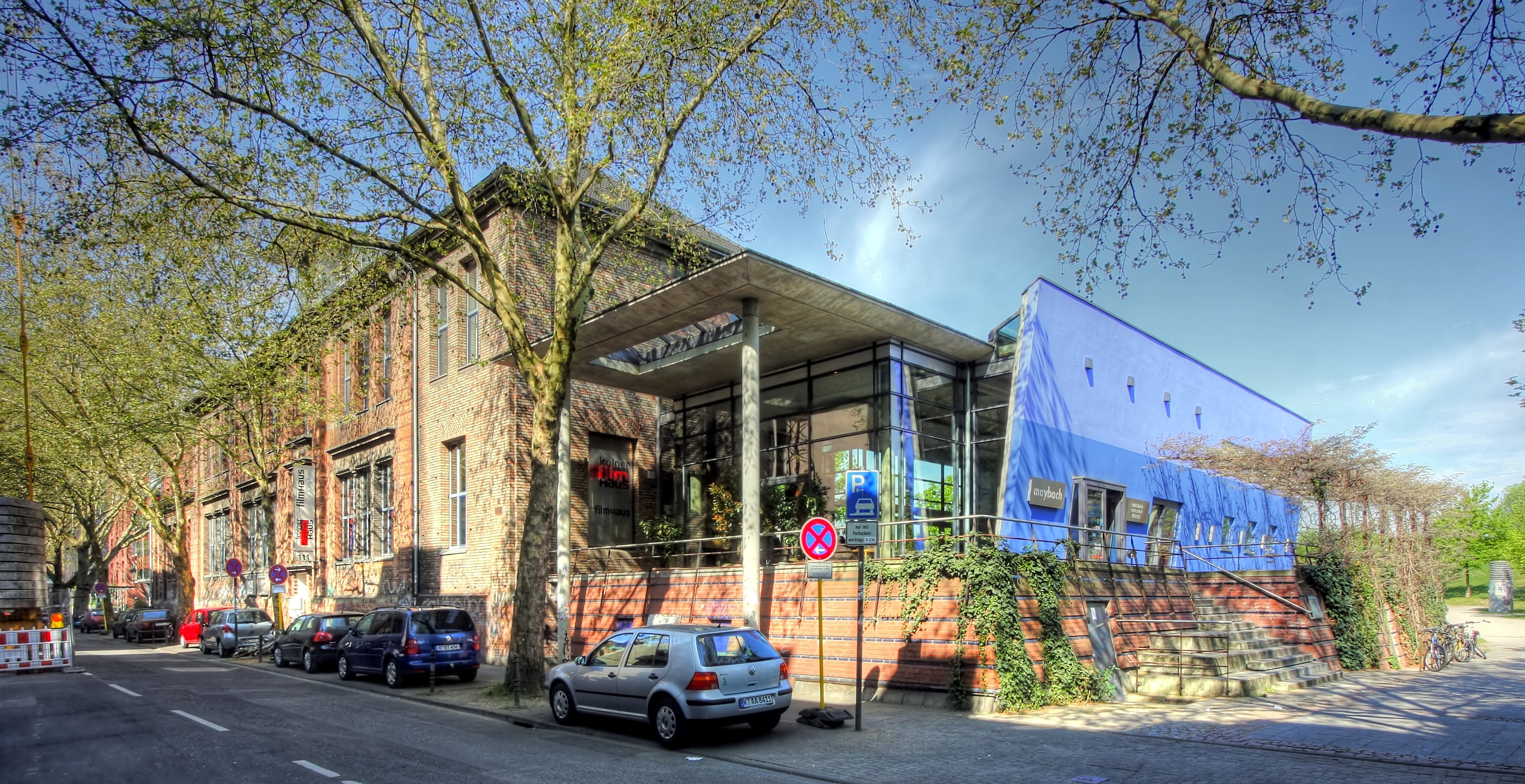
Das Kölner Filmhaus (2010)

Ein Filmhaus ist eine Institution, welche der Förderung der Kunstform Film und der regionalen Filmkultur dient. Außerdem gibt es Produktionsfirmen, die den Namen FILMHAUS oder Filmhaus führen.
Die ersten Filmhäuser wurden mit der Erfindung des Films um die Jahrhundertwende gegründet und unterschieden sich von der heutigen Form insofern, als diese noch keine Institutionen im weitesten Sinne waren, sondern meist Cafés oder Restaurants mit Leinwand. Die Abgrenzung zum klassischen Kino war noch nicht vollzogen. Mit der Zeit richteten sich die Filmhäuser, ähnlich den Kunsthäusern, verstärkt nach der Kunstrichtung Film aus. Die heutigen Filmhäuser sind im Allgemeinen als Treffpunkte für professionelle und semiprofessionelle Filmemacher und/oder anderen Filminteressierten mit angeschlossenem Kino konzipiert und üben nicht selten einen Lehrauftrag aus, indem sie Bildungsmaßnahmen anbieten. Filmhäuser unterscheiden sich von Filminstituten in der Regel durch eine nicht-filmwissenschaftliche Ausrichtung. Filmhäuser werden meist finanziell von staatlichen Fördergeldern, privaten Spenden und Mitgliedsbeiträgen, sofern ein Verein existiert, getragen. Ende der 70er Jahre wurden in Nordrhein-Westfalen auf Betreiben der Landesregierung fünf Filmhäuser gegründet in Düsseldorf, Essen, Bielefeld, Münster und Köln, von denen vier (alle außer dem in Essen) bis heute bestehen.
Unter den Produktionsfirmen mit Namen FILMHAUS ist v. a. die 1979 in München vom Werbefilmer Hans-Joachim Berndt gegründete Firma (GmbH) zu nennen. Die Marke FILMHAUS wurde als Wort und Bildmarke eingetragen und ist noch europaweit gültig. Die Filmhaus GmbH befindet sich seit 2011 in der Torstraße 180 / Kleine Hamburger Straße 2 in Berlin-Mitte, jetzt Mougins bei Cannes. Es werden immer noch Filme aller Art (Spiel, Doku, Corporate, Werbung) gedreht und produziert. Ebenfalls ist es durch das im Haus befindliche FILMHAUS-Cafe zu einer Begegnungsstätte von Filminteressierten geworden. Es finden hier Vorträge, Vorführungen und Diskussionsabende statt.